# Dissektion
Dissektion er opskæring af dyre- eller menneskelig for at undersøge deres indre opbygning.
At dissekere kaldes også at anatomere.